# Bastoncini di pesce

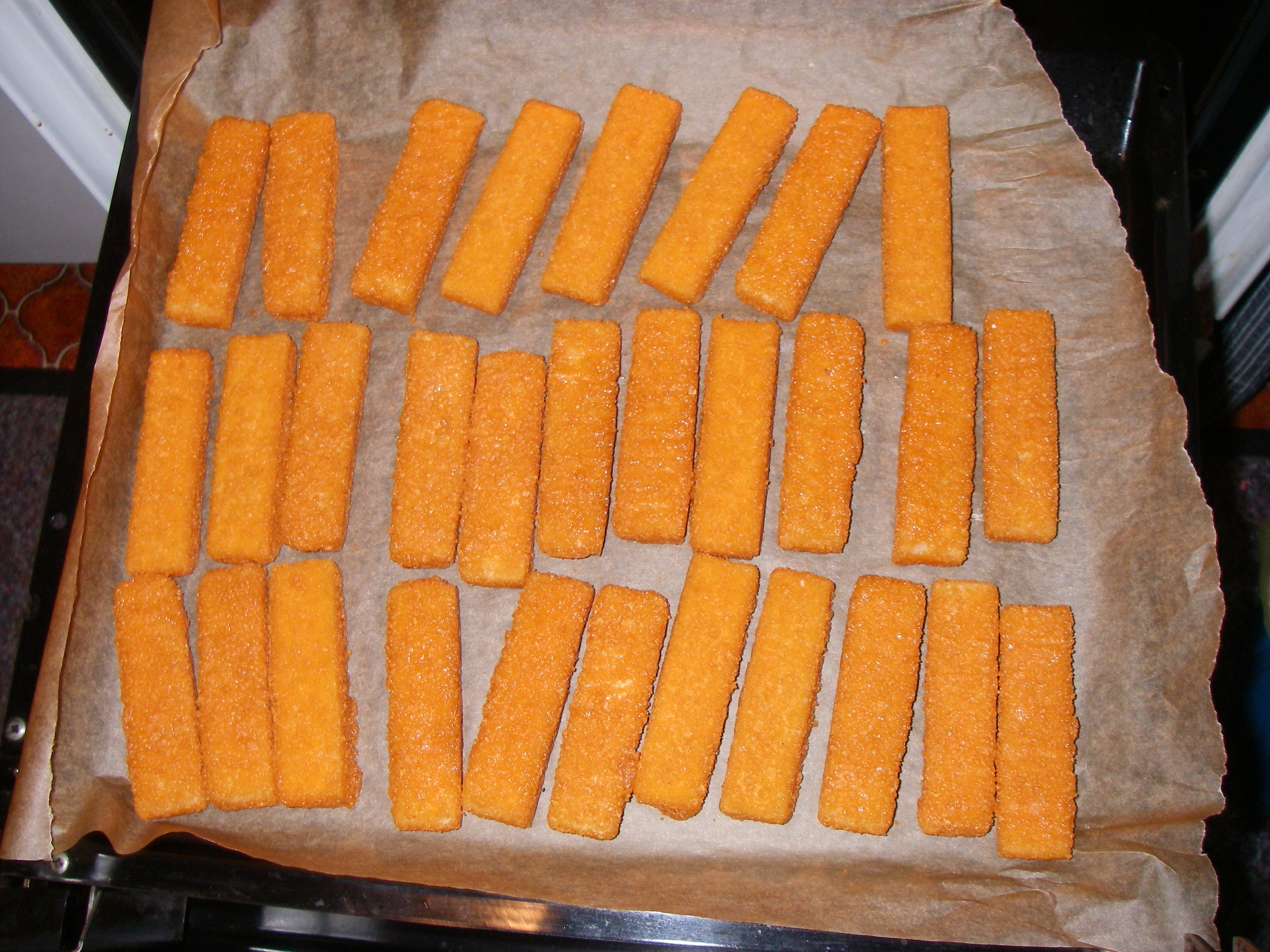
Bastoncini di pesce cotti al forno

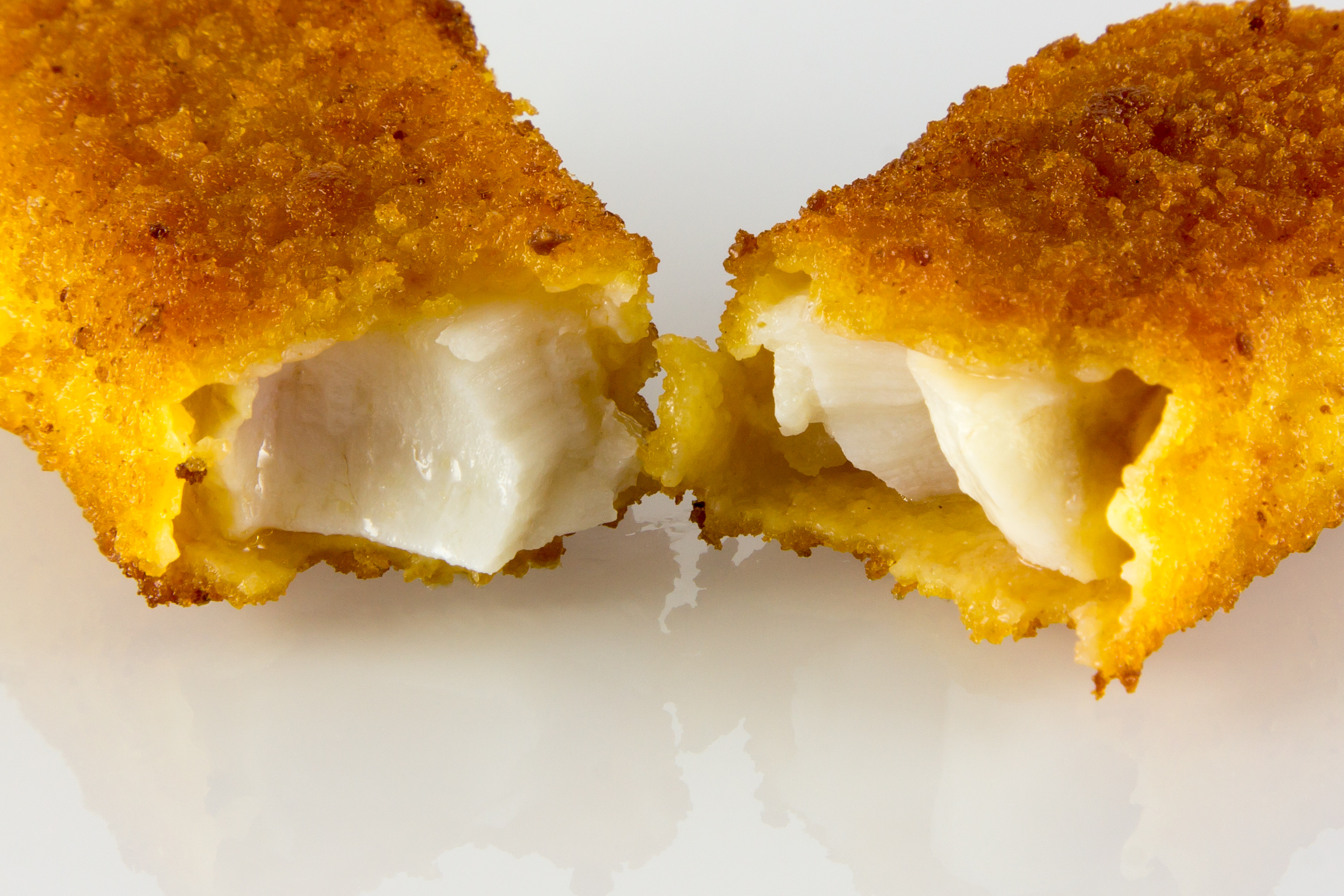
Interno di un bastoncino di pesce

I bastoncini di pesce sono un prodotto alimentare trasformato e commerciale, preparato con pesce bianco (ad esempio, merluzzo, eglefino o merlano) glassato con una pastella, impanato, prefritto e surgelato. Il prodotto è generalmente commercializzato nel reparto surgelati dei supermercati.
Il prodotto viene venduto in confezioni ed è pronto da cuocere: può essere consumato previa cottura nel forno oppure grigliato, o anche dopo una frittura in padella o in immersione.

## Storia
Le "dita di pesce" (fish fingers) furono una ricetta di inizio Novecento pubblicata su una popolare rivista britannica ed è tuttora considerato spesso un piatto-simbolo della cucina del Regno Unito.
Tuttavia il prodotto commerciale odierno può essere fatto risalire al 1953, quando l'azienda statunitense Gorton-Pew Fisheries di Gloucester (Massachusetts) introdusse sul mercato di massa i primi bastoncini di pesce industriali pronti da cuocere, chiamati Gorton's Fish Sticks.
I bastoncini di pesce furono lanciati sul mercato britannico il 26 settembre del 1955 dall'imprenditore Clarence Birdseye, con l'accattivante slogan pubblicitario "Senza spine, senza sprechi, senza sforzo": fu un immediato successo da parte dei consumatori, che nel primo anno ne acquistarono ben 600 tonnellate al prezzo di 1,80 sterline alla confezione. Dato che negli anni 1950 erano poche le famiglie che avevano un congelatore, di solito le vaschette di pesce venivano cotte poco dopo l'acquisto.
I bastoncini di pesce arrivarono nella Germania ovest negli anni 1960.
Nel 1967 l'azienda svedese Findus avviò la produzione dei bastoncini di pesce anche in Italia, nello stabilimento di Cisterna di Latina, che nel 2006 produsse 350 milioni di bastoncini, detenendo la maggior quota di mercato italiano (75,4% del segmento fish fingers).
L'11 novembre 1980, durante la trasmissione televisiva Di tasca nostra in onda su Rai due, venne annunciata "una notizia piuttosto sconcertante": a seguito di analisi e test su diverse marche di bastoncini surgelati (Brina, Findus e Surgela), a sorpresa, erano state rinvenute tracce di antibiotici (tetracicline) e conservanti (nitriti). La denuncia scatenò una grande tempesta mediatica, con il sequestro di tonnellate di bastoncini ordinato dalla pretura di Modena e l'intervento del ministro della sanità Aldo Aniasi. In via cautelativa la Findus fece ritirare dal mercato i bastoncini; in seguito, le analisi dell'Istituto superiore di sanità riscontrarono però l'assenza di tetraciclina, mentre le aziende Gastronomica Surgelati e Frigodaunia dimostrarono la falsità dell'affermazione, ottenendo così un risarcimento in spazi pubblicitari gratuiti.

## Trasformazione

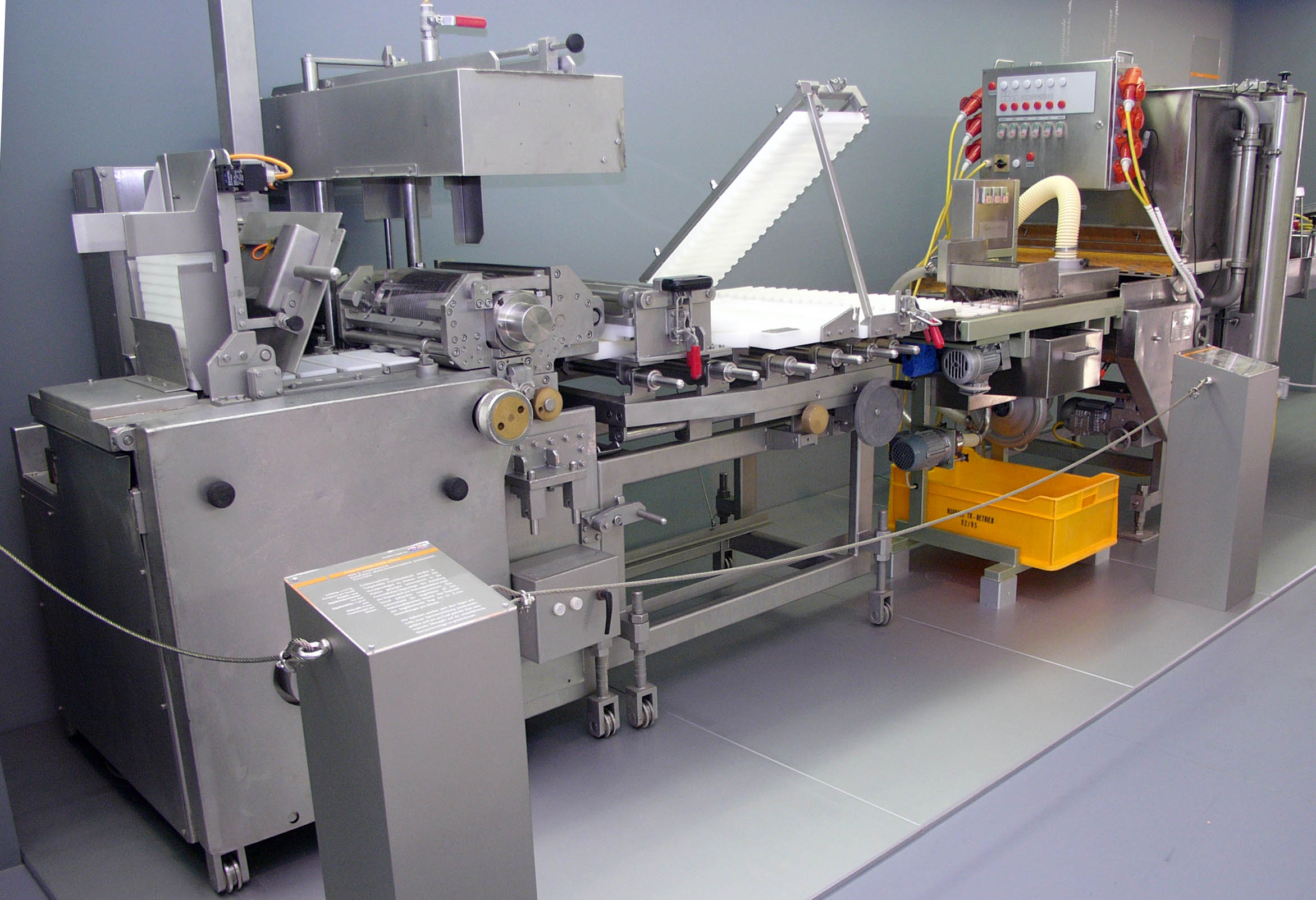
Macchina per la produzione di bastoncini di pesce

Per la produzione dei bastoncini di pesce, si utilizzano filetti di merluzzo senza spine (il pesce viene vagliato e ispezionato più volte), che vengono congelati in blocchi già a bordo del peschereccio. Durante l'ulteriore lavorazione a terra, questi blocchi di pesce sono segati fino ad ottenere la forma a bastoncino, il quale viene circondato da uno strato umido di fecola di patate, farina, spezie e sale. In seguito viene impanato con briciole di pane grattugiato e infine colorato con paprika in polvere (il colore e la consistenza dell'impanatura varia leggermente da paese a paese, a seconda delle aspettative dei consumatori locali).
I bastoncini di pesce vengono quinti prefritti brevemente per qualche secondo in modo che l'impanatura formi una crosta secca e sostanze aromatiche tostate (reazione di Maillard), mentre il filetto di pesce all'interno non si scongela.
Secondo le linee guida del Codice alimentare tedesco, i bastoncini di pesce contengono almeno il 65% di filetto di pesce tagliato a strisce e/o fino al 25% di carne di pesce tritata; il peso del singolo bastoncino di pesce impanato è solitamente di 30 grammi, di cui 20 grammi di pesce. Non ci sono specifiche per le dimensioni.

## Varietà

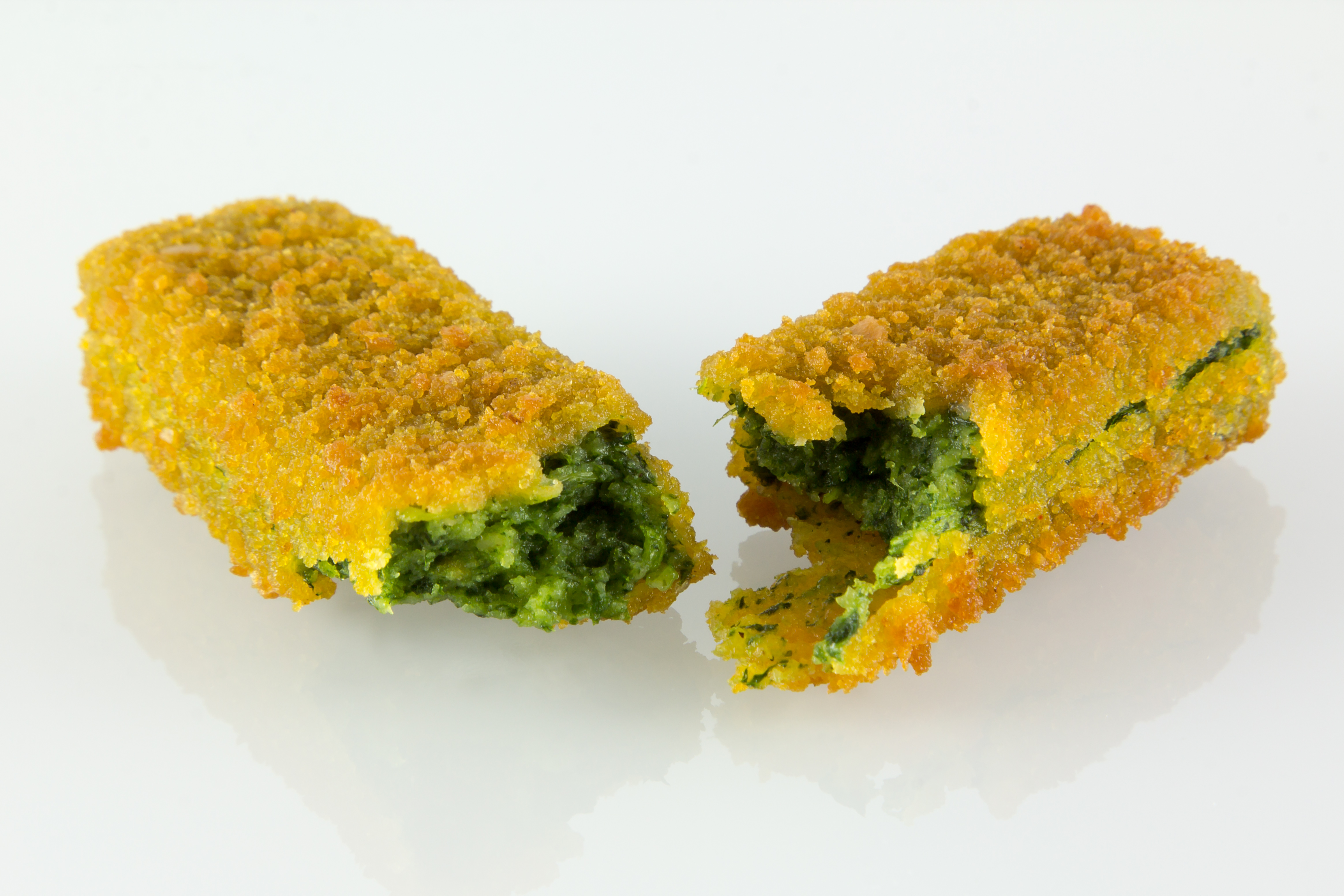
Bastoncini di pesce con spinaci

Il pesce utilizzato può essere un filetto tagliato a bastoncino (generalmente considerati di migliore qualità) oppure polpa di pesce macinata e riassemblata a forma di bastoncino (più comunemente usata nei prodotti più economici o venduti nei discount alimentari).
La panatura esterna può essere di pastella e pane grattugiato, oppure solo pangrattato.
Oltre al pesce bianco, dono disponibili sul mercato anche bastoncini di salmone.

## Volume delle vendite
La più grande azienda mondiale di prodotti alimentari surgelati, Iglo Group, produce quasi due miliardi di tonnellate di bastoncini di pesce all'anno con il marchio Birds Eye. Iglo ha acquistato l'azienda Findus nel 2010.
Solo in Gran Bretagna vengono mangiati ogni anno 185 milioni di pezzi, particolarmente apprezzati dai bambini e dalle famiglie con bambini. In Gran Bretagna, si stima che il 75% dei bambini assaggi per la prima volta il pesce sotto forma di bastoncino e metà delle famiglie compri questa tipologia di prodotto almeno una volta all'anno.